# Achaea indicabilis
Achaea indicabilis là một loài bướm đêm thuộc họ Erebidae. Nó được tìm thấy ở Châu Phi, bao gồm São Tomé, Ghana và Gold Coast.
Ấu trùng ăn các loài Citrus.